# John Owen (Schriftsteller)
John Owen (latinisiert Iohannes Audoenus; * um 1564 in Bettws Garmon am Snowdon; † 1622 in London) war ein walisischer Schriftsteller.
Er studierte in Winchester und am New College in Oxford, wo er 1590 den Bachelor für bürgerliches Recht erwarb. Etwa 1595 wurde er Direktor der King’s School in Warwick. Er wurde in Old St Paul’s Cathedral, London, begraben, nicht zu verwechseln mit St Paul’s Cathedral.
John Owen wurde bekannt durch seine lateinischen Epigramme, die auf hohem Niveau Verstand und Geist beweisen. Sie wurden ins Englische, Französische, Deutsche und Spanische übersetzt.
Er hatte schon in Winchester mit dem Schreiben angefangen, genau genommen bestand die dortige Ausbildung im Wesentlichen aus der Abfassung von Epigrammen. Die, die er im Alter von 16 verfasst hatte, waren gut genug, um bei einer Zeremonie Verwendung zu finden, als Königin Elisabeth I. Francis Drake einen Staatsbesuch auf seinem Schiff in Deptford abstattete, nachdem dieser von seiner Weltumsegelung zurückgekehrt war. 1606 begann John Owen, seine Epigramme zu veröffentlichen. Sie wurden fast über Nacht in ganz Europa bekannt und brachten ihm (trotz seiner walisischen Herkunft) den Beinamen Der britische Martial ein.

## Ausgaben und Übersetzungen
- Teutschredender Owenus. Oder: Eilf Bücher der Lateinischen Überschriften des […] Oweni. Übersetzt und erläutert von Valentin Löber. S. Krebs (Jena) für Z. Hertel (Hamburg) 1661.
- John R. C. Martyn (Hrsg.): Ioannis Audoeni epigrammatum vol(umen) I. Libri I–III. Brill, Leiden 1976, ISBN 90-04-04718-2.
- Sylvain Durand (Hrsg.): John Owen: Épigrammes / Epigrammata. Les Belles Lettres, Paris 2016, ISBN 978-2-251-80131-5 (Edition mit französischer Übersetzung).
- Der Heilige Geist, Siegen 2020, ISBN 9783948475178.